# Świły (obwód grodzieński)
Świły (biał. Свілы; ros. Свилы) – wieś na Białorusi, w obwodzie grodzieńskim, w rejonie werenowskim, w sielsowiecie Konwaliszki, przy granicy z Republiką Litewską. 
W dwudziestoleciu międzywojennym leżały w Polsce, w województwie nowogródzkim, w powiecie lidzkim, w gminie Bieniakonie. Po II wojnie światowej w granicach Związku Sowieckiego. Od 1991 w niepodległej Białorusi.